# Liam Brady
Liam Brady (Dublin, 13 de fevereiro de 1956), é um treinador de futebol e ex-futebolista irlandês. 
Sendo um dos poucos futebolistas irlandeses a terem destaque fora do próprio futebol local e do Reino Unido, Brady atualmente trabalha como coordenador de desenvolvimento das categorias de base do Arsenal, clube no qual teve maior destaque em sua carreira. Também teve durante quatro temporadas experiências como treinador, e, durante dois anos foi assistente de Giovanni Trapattoni na Seleção Irlandesa, que fora seu treinador na época de Juventus, onde também teve grande destaque na carreira. Também trabalha como comentarista da RTÉ Sport.

## Carreira
Nascido em uma família composta, basicamente por futebolistas, Brady seguiu o mesmo rumo e iniciou a carreira atuando em equipes amadoras da sua cidade natal. Quando tinha quinze anos, foi aprovado nos testes para ingressar nas categorias de base do Arsenal. Permaneceria nas equipes de base durante duas temporadas. Seria promovido para a equipe principal quando completou 17 anos, mas estrearia apenas seis meses depois, na temporada seguinte, contra o Birmingham City, entrando no decorrer da partida, substituindo Jeff Blockley.
Tendo uma atuação boa durante sua estreia, seria escalado para a partida seguinte, contra o rival Tottenham Hotspur, onde acabaria tendo uma partida desastrosa. O treinador Bertie Mee acabaria decidindo usar Brady aos poucos, tendo participado apenas de mais 11 partidas na temporada, mas conseguindo marcar seu primeiro tento como profissional. A partir da temporada seguinte, Liam conseguiria sua chance como titular para não perder mais, se destacando em sua terceira temporada na equipe profissional, quando participou de 42 partidas, apenas no campeonato. Nessa mesma época, receberia suas primeiras convocações para a Seleção Irlandesa, a qual defenderia por 72 partidas (sendo setenta como titular) e marcando 9 vezes.
Seus melhores momentos no clube seriam suas últimas temporadas, quando o Arsenal conseguiria chegar a três finais consecutivas da Copa da Inglaterra, mas conseguindo vencer apenas a segunda final, quando bateu o decadente Manchester United (3 a 2), tendo Brady iniciado a jogada que terminaria com o gol do título, nos minutos finais. Brady ainda terminaria a temporada recebendo o prêmio de melhor jogador (se tornando o primeiro irlandês a receber o prêmio). O título garantiu a participação do clube na Recopa Europeia da temporada seguinte, onde terminaria com o vice-campeonato após derrota nos pênaltis para o Valencia.
Ainda no torneio europeu, o Arsenal eliminaria nas semifinais a Juventus. Impressionados com as atuações de Brady nas duas partidas, os dirigentes do clube italiano o contrataram, pagando quinhentas mil libras.[carece de fontes?] A Juventus, que a duas temporadas não conquistava nada, após um período de grandes conquistas, voltaria a conquistar dois scudetti consecutivos com sua chegada, quando Trapattoni usou pela primeira vez um regista autêntico, sendo este Brady. Por causa desse esquema, Roberto Bettega, grande ídolo da Juventus na época, acabaria entrando em declínio na carreira. Mesmo se destacando como um dos principais atletas do elenco, Brady foi comunicado pelo então presidente Giampiero Boniperti de que seu contrato não seria renovado e, com isso, deixaria o clube com as chegadas de Michel Platini e Zbigniew Boniek (na época, os times italianos poderiam ter apenas 2 jogadores estrangeiros), seguindo para outro clube italiano, a Sampdoria.
Na Sampdoria, manteria seus níveis de atuações, o que lhe renderiam uma transferência para um grande do futebol italiano novamente, agora para a Internazionale.[carece de fontes?] Neste, novamente conseguiria manter seus níveis de atuações, mesmo chegando na casa dos 30 anos de idade. Após duas temporadas, onde não conquistaria nenhum título, deixaria o clube para disputar dezessete partidas em meia temporada pelo pequeno Ascoli. Retornaria na metade da temporada para o futebol inglês, tendo como destino o West Ham United, que pagou apenas 100 mil libras para contar com os servições do meia-atacante. 
No restante da temporada, disputaria ainda doze partidas. Na temporada seguinte, viveria uma das maires frustrações em sua carreira, quando acabou ficando de fora da Eurocopa de 1988 devido a uma lesão. Em sua terceira temporada no clube, viveria sua maior decepção no West Ham, sendo rebaixado para a segunda divisão, tendo permanecido na disputa da mesma, a qual seria sua última como profissional, disputando sua última partida contra o Wolverhampton Wanderers, marcando uma vez na vitória por 4 x 0. Com sua aposentadoria, perdeu novamente a chance de disputar um torneio oficial pela Irlanda, a Copa de 1990, sendo que o treinador na época, Jack Charlton, levaria Brady para o torneio.

## Após parar
Permaneceria durante uma temporada afastado do futebol após sua aposentadoria, tendo retornado após ela na função de treinador, assumindo o grande Celtic. Porém, viveria duas frustrantes temporadas, onde, por causa dos graves problemas financeiros do clube, não conseguiria conquistar nenhum título e, ainda, sofreria uma vergonhosa derrota na Copa da UEFA para o Neuchâtel Xamax por 5 x 2, sendo a maior da história do clube em competições europeias. Deixaria o clube e acertaria pouco tempo depois com o pequeno Brighton & Hove Albion, onde também viveria grandes frustrações por conta dos problemas financeiros e, deixaria o clube após duas temporadas. 
No Brighton, sua passagem também ficaria marcada por sua tentativa frustrada de comprar o clube. No ano seguinte, retornaria para o Arsenal, onde assumiria como coordenador de desenvolvimento das categorias de base, sendo importante desde então, tendo o clube conquistado diversos títulos de base durante o período de Brady na função. Brady ainda seria um dos responsáveis pela demissão do treinador Steve Staunton do comando da Seleção Irlandesa e, assumiria como assistente de Giovanni Trapattoni (que fora seu treinador na época de Juventus), permanecendo no cargo durante quase dois anos, quando deixou a função ao término do seu contrato.